# 蕭介
蕭 介（しょう かい、476年 - 548年）は、南朝斉から梁にかけての官僚。字は茂鏡。本貫は南蘭陵郡蘭陵県。

## 経歴
斉の左民尚書の蕭恵蒨（蕭思話の子）の子として生まれた。若くして理解が早く、才知や識見をそなえ、経書や史書を広く渉猟し、文章を得意とした。永元3年（501年）、著作佐郎を初任とした。
天監6年（507年）、太子舎人に任じられた。天監8年（509年）、尚書金部郎に転じた。天監12年（513年）、主客郎となった。呉県県令として出向し、治績を挙げた。普通3年（522年）、湘東王蕭繹の下で諮議参軍となった。大通2年（528年）、給事黄門侍郎に任じられた。大同2年（536年）、武陵王蕭紀の下で府長史となり、職務に清廉であることで知られた。始興郡太守として出向し、郡内の治安を安定させた。
大同7年（541年）、建康に召還されて少府卿となり、まもなく散騎常侍の位を加えられた。侍中に欠員が出たため、王筠ら4人が推挙されたが、いずれも武帝の意に合わず、武帝の意向で蕭介が任用された。蕭介は博覧強記で、武帝側近にあって多くの政策修正をおこない、武帝に重用された。都官尚書に転じ、軍事や国政の大事があるたびに意見を聴取され、武帝に「端右の材なり」と評された。中大同2年（547年）、病を理由に引退を願い出て、光禄大夫の位を受けた。
太清2年（548年）1月、侯景が渦陽で東魏の高岳らに敗れて寿春に入ると、武帝はこれを受け入れようとした。このため蕭介が病身を押して反対論を上表したが、武帝に聞き入れられなかった。ほどなく家で死去した。享年は73。

## 子女
- 蕭允（三男）
- 蕭引
- 蕭肜

## 伝記資料
- 『梁書』巻41 列伝第35
- 『南史』巻18 列伝第8